# Yeşiloba
Yeşiloba (früher Medele) ist ein Dorf im Landkreis Bekilli der türkischen Provinz Denizli. Yeşiloba liegt etwa 97 km nordöstlich der Provinzhauptstadt Denizli und 12 km westlich von Bekilli. Yeşiloba hatte laut der letzten Volkszählung 503 Einwohner (Stand Ende Dezember 2010).